# 8,5-Meter-Klasse der DGzRS
Die 8,5-Meter-Klasse umfasst 18 Seenotrettungsboote (SRB) der Deutschen Gesellschaft zur Rettung Schiffbrüchiger (DGzRS). Zwischen 1987 und 1994 wurden 17 Schiffe bei der Fassmer-Werft und eins bei der Schiffs- und Bootswerft Schweers gebaut. Die Boote dieser Klasse werden bei Bedarf von Freiwilligen der DGzRS kurzfristig besetzt und kommen in der Nord- und Ostsee zum Einsatz.
2024 wurden die letzten beiden Einheiten dieser Klasse aus dem Dienst bei der DGzRS ausgemustert. Teilweise stehen diese noch bei anderen Rettungsdiensten im Einsatz.

## Eigenschaften
Nachdem die DGzRS seit den 1970er Jahren Erfahrungen mit Seenotrettungsbooten gesammelt hatte, entstand am Ende der 1980er Jahre die zweite Generation dieser leistungsfähigen Schiffe. Die wichtigsten Verbesserungen waren eine deutlich gesteigerte Geschwindigkeit bei hoher Seetüchtigkeit, eine erweiterte rettungsdienstliche und medizinische Ausrüstung sowie ein umlaufendes Fendersystem, welches das Längsseitsgehen auch bei schwierigen Bedingungen ermöglicht. Eine Bergungspforte auf der Steuerbordseite nahezu auf Höhe der Wasserlinie in der Bordwand ermöglicht es, im Wasser treibende Schiffbrüchige an Bord zu nehmen, ohne sie aufrichten zu müssen.
Der Rumpf wurde in bewährter Weise aus seewasserbeständigem Aluminium aus einem Netzspantensystem gebaut. Zur Steuerung stehen ein unterer Fahrstand im Schiff und ein offener oberer Fahrstand zur Verfügung. Angetrieben werden die Schiffe von einem Dieselmotor mit 215 PS, der über ein Wendegetriebe einen Festpropeller antreibt. Damit erreichen sie eine Geschwindigkeit von 18 Knoten; die Reichweite beträgt etwa 200 Seemeilen.
Zur Ausrüstung gehören ein Schlepphaken, Suchscheinwerfer, mobile Lenzpumpen, medizinische und technische Ausrüstung sowie Funk- und Navigationstechnik.
Ab 1987 wurden drei Prototypen gebaut, um das Konzept zu testen und Erfahrungen zu sammeln. Die folgenden Serienschiffe, welche ab 1992 gebaut wurden, sind 24 cm länger und als Selbstaufrichter konzipiert.

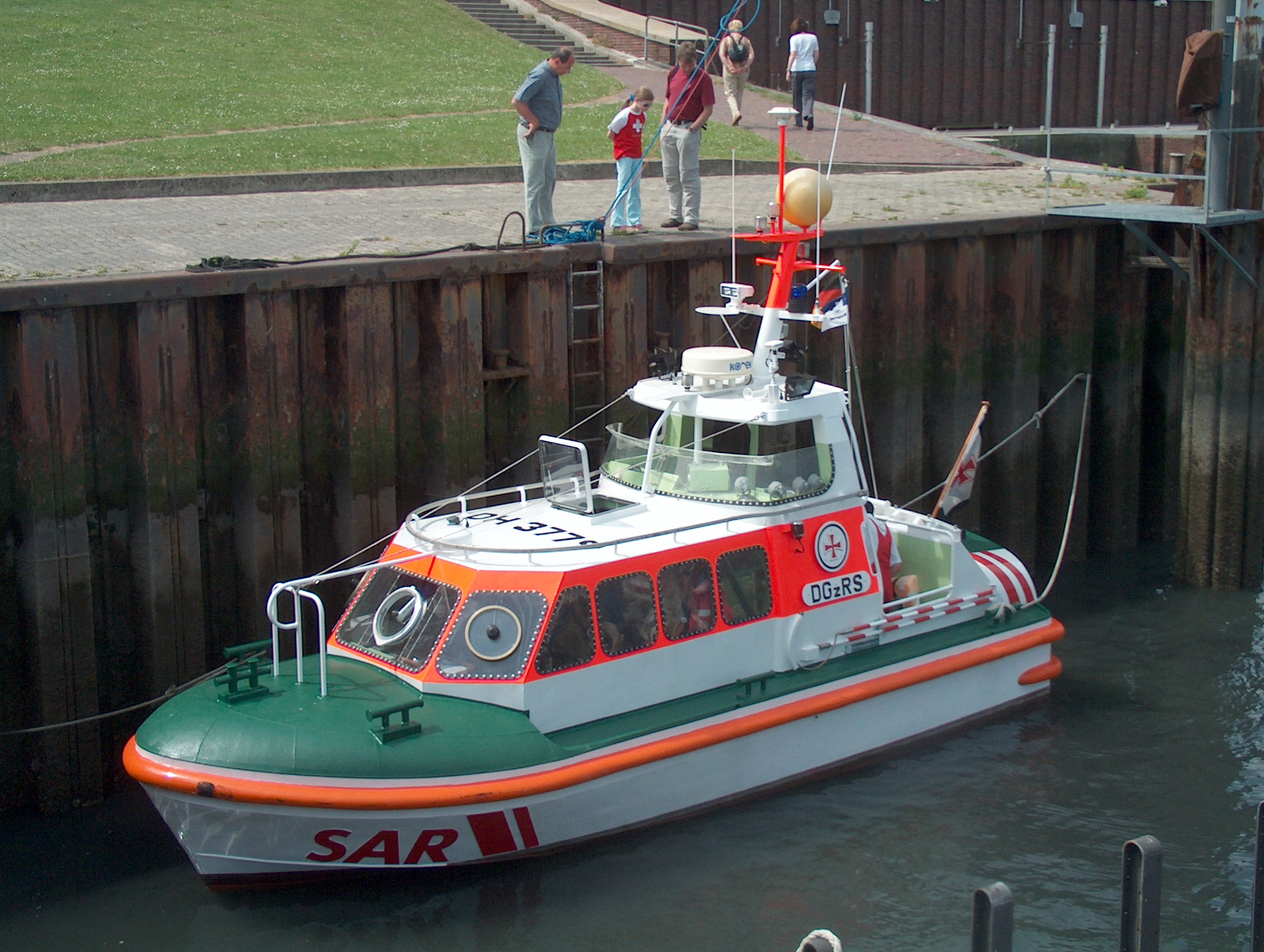
Ansicht von oben
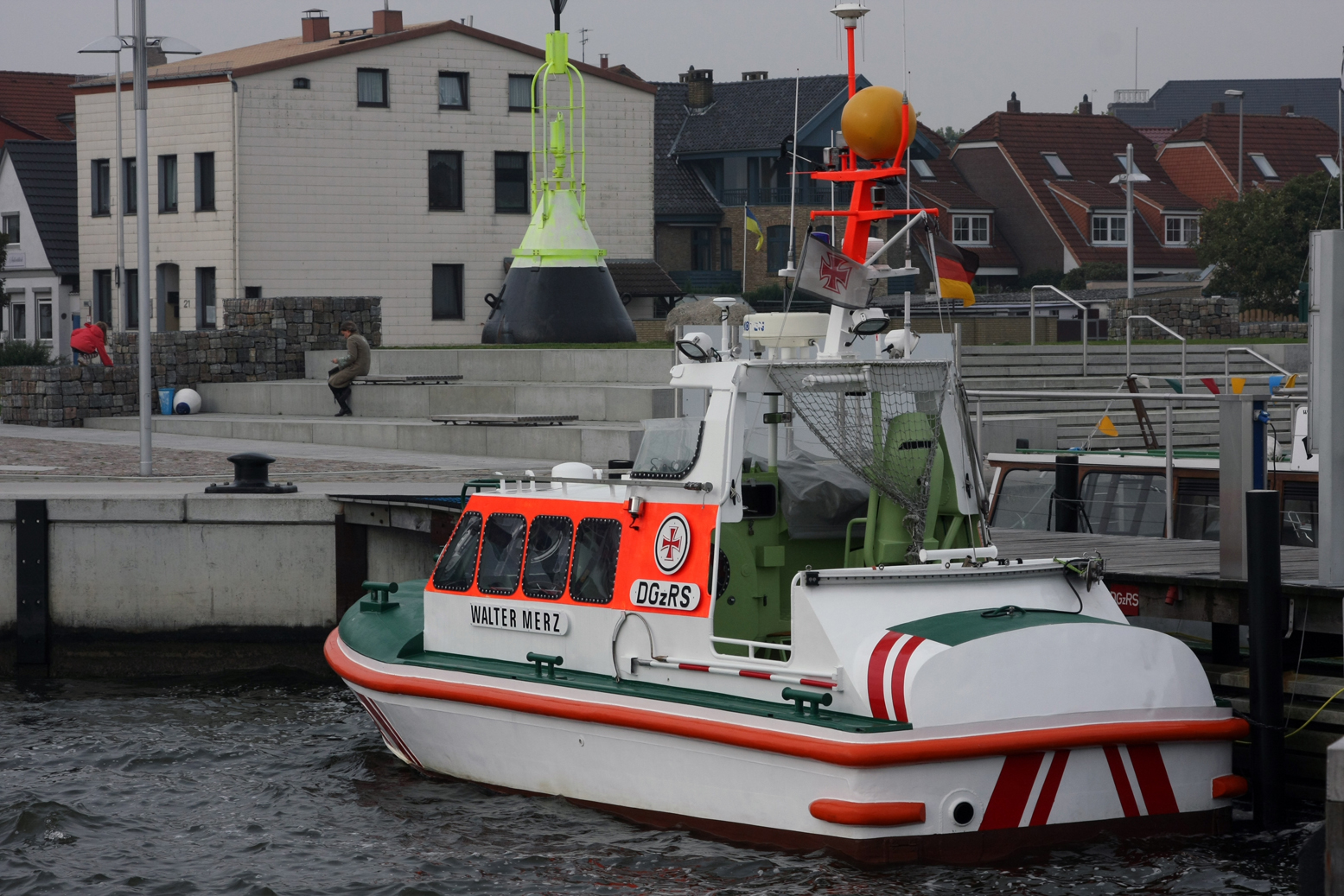
Heckansicht
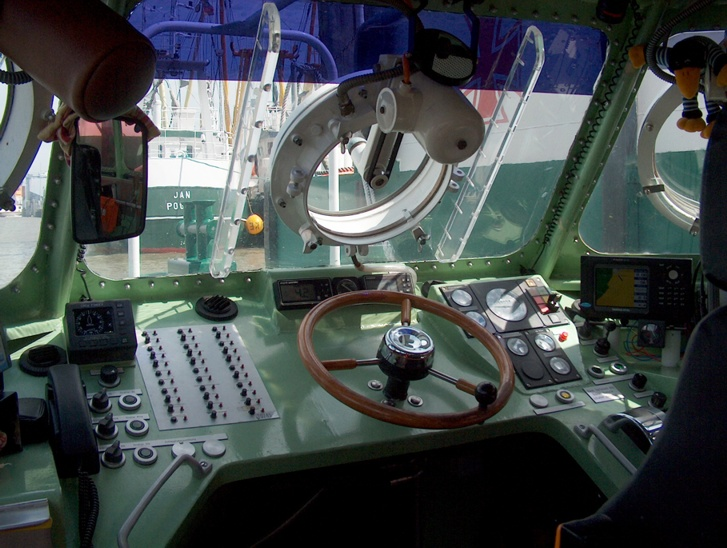
Unterer Fahrstand
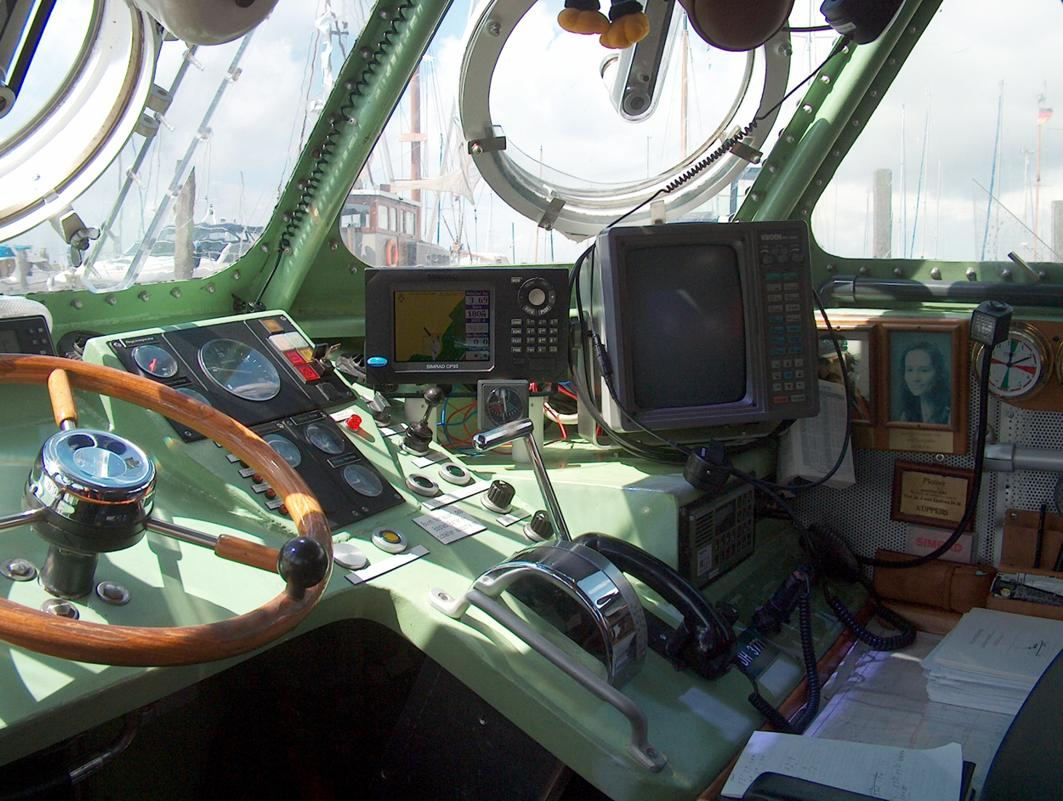
Unterer Fahrstand

## Die Boote
Die Boote wurden ab 1987 in Dienst gestellt. Nach der Wiedervereinigung lösten einige von ihnen die Motorrettungsboote des Seenotrettungsdienstes der DDR ab. Inzwischen sind alle Schiffe dieser Klasse aus dem aktiven Dienst der DGzRS ausgeschieden (Stand April 2024). Sie wurden meist durch Neubauten der 10,1-m-Klasse oder der 8,9-m-Klasse ersetzt.
| Name                   | Bauname | Rufzeichen | Baujahr | Bauwerft (Nummer) | Taufe                              | Namensgeber                                          | Stationierung bei der DGzRS                                                                                 | Bild |
| ---------------------- | ------- | ---------- | ------- | ----------------- | ---------------------------------- | ---------------------------------------------------- | --- | ---- |
| Asmus Bremer           | KRST 29 | DF7680     | 1987    | Fassmer (1062)    | Kiel-Schilksee, 21. Dez. 1987      | Asmus Bremer, Bürgermeister von Kiel                 | 1987–2012 Kiel-Schilksee 2012 außer Dienst                                                                  |      |
| Marie Luise Rendte     | KRST 30 | DF7681     | 1988    | Fassmer (1063)    | Brunsbüttel, 23. Juni 1988         | Förderin der DGzRS                                   | 1988–1999 Brunsbüttel, 1999–2003 Ueckermünde, 2003–2012 Kiel-Schilksee 2012 außer Dienst                    |      |
| Franz Stapelfeldt      | KRST 31 | DA3112     | 1990    | Schweers (6482)   | Burgstaaken, 17. Aug. 1990         | Franz Stapelfeldt, deutscher Werftdirektor           | 1990–2000 Puttgarden, 2000–2011 Maasholm, 2011–2012 Reserveboot, 2012–2015 Kiel-Schilksee 2015 außer Dienst |      |
| Günther Schöps         | SRB 32  | DH3767     | 1992    | Fassmer (1256)    | Timmendorf (Poel), 23. Juni 1992   | Förderer der DGzRS                                   | ab 1992 Timmendorf 2018 außer Dienst                                                                        |      |
| Gerhard ten Doornkaat  | SRB 33  | DH3768     | 1992    | Fassmer (1257)    | Bremen, 10. Nov. 1992              | Gerhard ten Doornkaat Koolman-Stiftung               | 1992–2023 Ueckermünde seit 2023 Burgstaaken Februar 2024 außer Dienst                                       |      |
| Karl van Well          | SRB 34  | DH3769     | 1992    | Fassmer (1258)    | Bremen, 10. Nov. 1992              | Förderer der DGzRS                                   | ab 1992 bis 2017 Damp 2017 außer Dienst                                                                     |      |
| Dornbusch              | SRB 35  | DH3770     | 1993    | Fassmer (1259)    | Vitte (Hiddensee), 15. Apr. 1993   | nördlichster Teil der Insel Hiddensee                | 1993–2006 Vitte 2006–2019 Breege 2019 außer Dienst                                                          |      |
| Cassen Knigge          | SRB 36  | DH3771     | 1993    | Fassmer (1260)    | Norddeich, 15. Juni 1993           | getöteter Rettungsmann der Otto Schülke              | ab 1993 Norddeich 2017 außer Dienst                                                                         |      |
| Putbus                 | SRB 37  | DH3772     | 1993    | Fassmer (1261)    | Lauterbach (Rügen), 7. Juni 1993   | Stadt Putbus auf Rügen                               | 1993–2017 Lauterbach 2017 außer Dienst                                                                      |      |
| Walter Merz (ex Juist) | SRB 38  | DH3773     | 1993    | Fassmer (1262)    | Juist, 21. Juni 1993, 5. Okt. 2008 | Insel Juist, Förderer der DGzRS                      | 1993–2007 Juist, 2007–2021 Schleswig 2021 außer Dienst                                                      |      |
| Otto Behr              | SRB 39  | DH3774     | 1993    | Fassmer (1263)    | Wilhelmshaven, 13. Juli 1993       | Förderer der DGzRS                                   | 1993–2019 Wilhelmshaven ab 2019 Zinnowitz 2024 außer Dienst                                                 |      |
| Hellmut Manthey        | SRB 40  | DH3775     | 1993    | Fassmer (1264)    | Lippe, 24. Sept. 1993              | Förderer der DGzRS                                   | ab 1993 Lippe 2018 außer Dienst                                                                             |      |
| Hermann Onken          | SRB 41  | DH3776     | 1993    | Fassmer (1265)    | Fedderwardersiel, 29. Okt. 1993    | langjähriger Vormann der dortigen Station            | ab 1993 Fedderwardersiel 2020 außer Dienst                                                                  |      |
| Jens Füerschipp        | SRB 42  | DH3777     | 1993    | Fassmer (1266)    | Gelting, 22. Nov. 1993             | Friedrich Lorenzen, genannt Füerschipp (Feuerschiff) | ab 1993 Gelting 2018 außer Dienst                                                                           |      |
| Crempe                 | SRB 43  | DH3778     | 1994    | Fassmer (1267)    | Neustadt in Holstein, 3. März 1994 | mittelalterliche Bezeichnung von Neustadt            | 1994–2015 Neustadt ab 2015 Reserveboot 2018 außer Dienst                                                    |      |
| Baltrum                | SRB 44  | DH3779     | 1994    | Fassmer (1268)    | Baltrum, 7. Apr. 1994              | Insel Baltrum                                        | 1994–2004 Baltrum, ab 2005 Horumersiel 2019 außer Dienst                                                    |      |
| Bottsand               | SRB 45  | DH3780     | 1994    | Fassmer (1269)    | Laboe, 29. Mai 1994                | Naturschutzgebiet Bottsand                           | 1994–2014 Laboe 2014 außer Dienst                                                                           |      |
| Stralsund              | SRB 46  | DH3781     | 1994    | Fassmer (1270)    | Stralsund, 1. Juni 1994            | Hansestadt Stralsund                                 | 1994–2006 Stralsund, 2006–2021 Prerow/Wieck 2021 außer Dienst                                               |      |

## Besonderheiten und Verbleib einzelner Boote
Die Juist wurde im Jahr 2008 in Walter Merz umbenannt. Sie soll beim freiwilligen estnischen Seenotrettungsdienst Pärnu SAR zum Einsatz kommen.
Die Asmus Bremer war seit dem 9. November 2012 bis zum Oktober 2022 vor dem Haupteingang des Deutschen Museums in München aufgestellt. Seit Oktober 2022 steht sie im Museumsgarten des Deutschen Museums, neben dem Seenotrettungskreuzer Theodor Heuss (ehemalige H. H. Meier).
Die Bottsand wurde im Mai 2015 sowie die Cassen Knigge und die Karl van Well wurden im Januar 2018 an den Seenotrettungsdienst von Uruguay übergeben. Ein Boot wurde inzwischen auch dort ausgemustert.
Die Franz Stapelfeldt steht seit Mitte 2015 als Denkmal an der DGzRS-Station Schilksee.
Die Marie Luise Rendte lag ab November 2016 als nicht begehbares Museumsschiff im Hafen von Eckernförde. Seit Ende Oktober 2019 ist das Rettungsboot auf dem Wohnmobilstellplatz der Stadt aufgestellt.
Die Putbus wird seit Juni 2017 als Rettungsboot Greif 1 der DLRG in Hamburg-Altona eingesetzt.
Die Günther Schöps und die Hellmuth Manthey sind seit Oktober 2018 für die Ghana Maritime Authority im Einsatz.
Die Crempe und die Jens Füerschipp sind seit Dezember 2018 für die Maritime Administration des Ministeriums für Straßen- und Verkehrsentwicklung der Mongolei auf dem Chöwsgöl Nuur im Einsatz
Die Dornbusch ist seit September 2019 für den estnischen Seenotrettungsdienst vor der Halbinsel Juminda im Einsatz.
Die Baltrum wurde im November 2019 an den dänischen Seenotrettungsdienst Dansk Søredningsselskab abgegeben.
Die Hermann Onken wurde im März 2020 nach Batumi am Schwarzen Meer gebracht, wo sie als Rettungsboot für die Maritime Transport Agency Georgia eingesetzt wird.
Die Stralsund ist im Oktober 2021 außer Dienst gestellt worden. Sie wurde von der Freiwilligen Feuerwehr Glückstadt gekauft, um auf der Elbe eingesetzt zu werden.
Die Gerhard ten Doornkaat ist 2024 ihren Schwesterschiffen Crempe und Jens Füerschipp in die Mongolei auf den Binnensee Chöwsgöl Nuur gefolgt.
Die Otto Behr ging 2024 zur estnischen Schwestergesellschaft der DGzRS in Nasva auf der Insel Saaremaa in Einsatz.

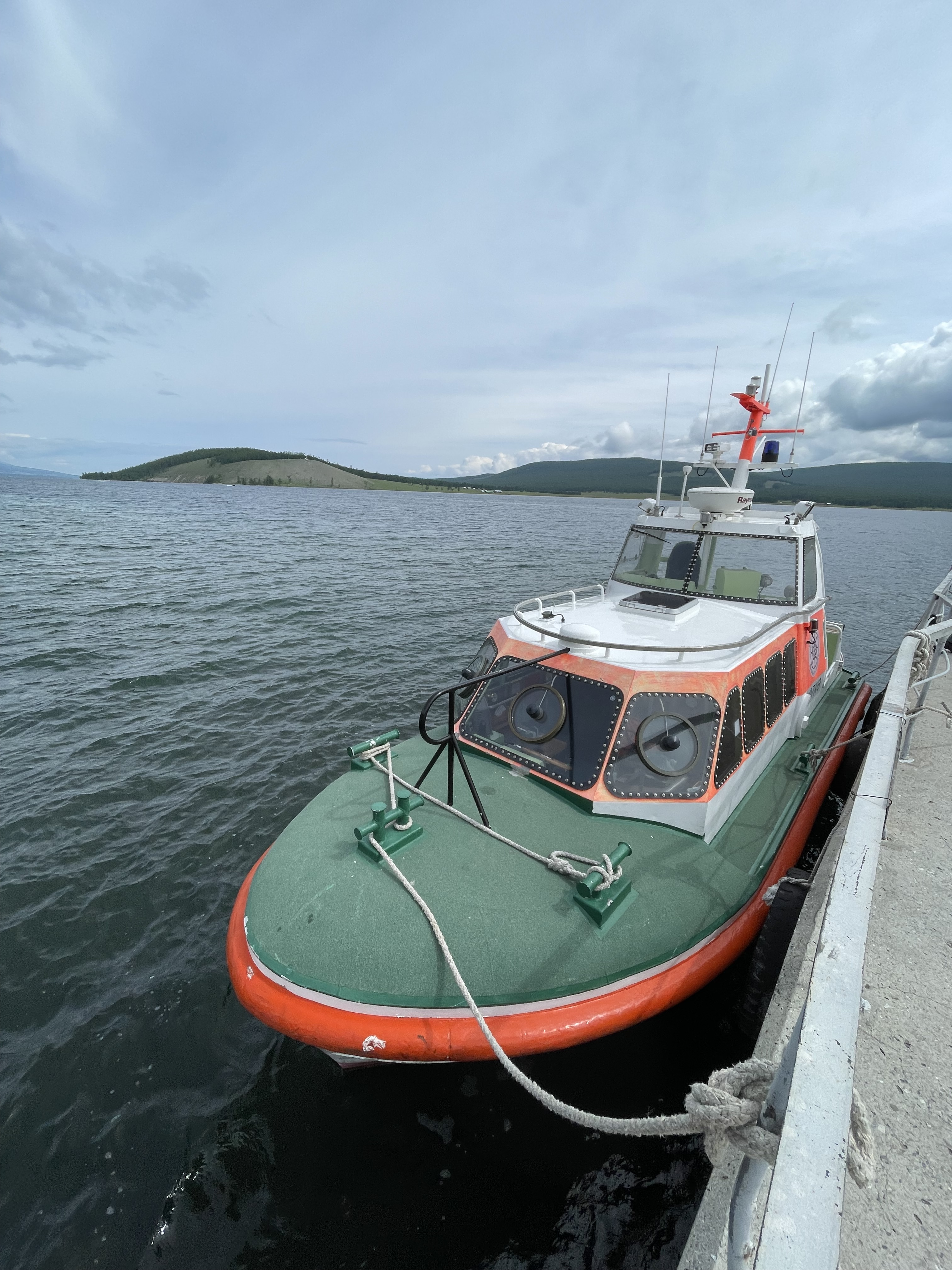
Ehemaliges SRB Jens Füerschipp